# Laying a Marine Cable
Laying a Marine Cable è un cortometraggio muto del 1913. Il nome del regista non viene riportato nei credit del documentario che illustra la prima posa del Morse Atlantic Cable, il cavo di tremila chilometri che collegava, attraversando l'Oceano Atlantico, l'Europa all'America.

## Produzione
Il film fu prodotto dalla Vitagraph Company of America.

## Distribuzione
Distribuito dalla Vitagraph Company of America, il documentario - un cortometraggio di cento metri - uscì nelle sale cinematografiche statunitensi l'11 aprile 1913.
Nelle proiezioni, veniva programmato con il sistema dello split reel, accorpato in un'unica bobina con un altro cortometraggio prodotto dalla Vitagraph, la commedia Wanted, a Strong Hand.